# Brillante Mendoza
Brillante Mendoza (brɪˈʎantɛ mɛnˈdɔsɐ; nascut el 30 de juliol de 1960), també conegut com Dante Mendoza, és un cineasta independent filipí. Mendoza és conegut com un dels membres clau associats amb la Nova Ona filipina.

## Carrera
Mendoza va néixer i es va criar a San Fernando (Pampanga). Va cursar arts publicitàries de la Facultat d'Arquitectura i belles arts a la Universitat de Santo Tomàs.
Mendoza ha dirigit setze pel·lícules des del 2005, també va acreditar a algun director de fotografia i dissenyador de producció sota el seu àlies. La seva primera col·laboració amb l'actor Coco Martin en set pel·lícules: Masahista, Kaleldo, Foster Child , Tirador, Serbis, Kinatay i Captive.
Mendoza va dirigir el primer i segon discursos de l'estat de la nació del president Rodrigo Duterte el 2016 i 2017, respectivament.

## Filmografia
| Any  | Títol                                                     | Títol original                                            | Acreditat com a | Acreditat com a | Acreditat com a | Acreditat com a          | Notes                                              |
| Any  | Títol                                                     | Títol original                                            | Director        | Productor       | Guionista       | Dissenyador de producció | Notes                                              |
| ---- | --------------------------------------------------------- | --------------------------------------------------------- | --------------- | --------------- | --------------- | ------------------------ | -------------------------------------------------- |
| 1985 | Virgin Forest                                             | Virgin Forest                                             | No              | No              | No              | Sí                       |                                                    |
| 1986 | Takaw Tukso                                               | Takaw Tukso                                               | No              | No              | No              | Sí                       |                                                    |
| 1986 | Private Show                                              | Private Show                                              | No              | No              | No              | Sí                       |                                                    |
| 1986 | Di Maghilom ang Sugat                                     | Di Maghilom ang Sugat                                     | No              | No              | No              | Sí                       |                                                    |
| 1986 | Materyales Fuertes                                        | Materyales Fuertes                                        | No              | No              | No              | Sí                       |                                                    |
| 1986 | Magic of the Universe                                     | Salamangkero                                              | No              | No              | No              | Sí                       | With Arthur Nicdao                                 |
| 1987 | Mga Lihim ng Kalapati                                     | Mga Lihim ng Kalapati                                     | No              | No              | No              | Sí                       |                                                    |
| 1989 | Si Baleleng at ang Gintong Sirena                         | Si Baleleng at ang Gintong Sirena                         | No              | No              | No              | Sí                       |                                                    |
| 1989 | Gabriela                                                  | Gabriela                                                  | No              | No              | No              | Sí                       |                                                    |
| 1989 | Valentina                                                 | Valentina                                                 | No              | No              | No              | Sí                       |                                                    |
| 1989 | Target... Police General (Maj. Gen. Alfredo S. Lim Story) | Target... Police General (Maj. Gen. Alfredo S. Lim Story) | No              | No              | No              | Sí                       |                                                    |
| 1990 | "Ako ang Batas" -Gen. Tomas Karingal                      | "Ako ang Batas" -Gen. Tomas Karingal                      | No              | No              | No              | Sí                       |                                                    |
| 1990 | Mula Paa Hanggang Ulo                                     | Mula Paa Hanggang Ulo                                     | No              | No              | No              | Sí                       |                                                    |
| 1990 | Kristobal: Tinik sa Corona                                | Kristobal: Tinik sa Corona                                | No              | No              | No              | Sí                       |                                                    |
| 1990 | Iisa-isahin Ko Kayo!                                      | Iisa-isahin Ko Kayo!                                      | No              | No              | No              | Sí                       |                                                    |
| 2005 | Masahista                                                 | Masahista                                                 | Sí              |                 | Història        |                          |                                                    |
| 2006 | Kaleldo                                                   | Kaleldo                                                   | Sí              | Sí              | Story           |                          |                                                    |
| 2006 | The Teacher                                               | Manoro                                                    | Sí              |                 |                 | Sí                       | També director de fotografia                       |
| 2007 | Fantasy                                                   | Pantasya                                                  | Sí              |                 |                 |                          | També director de fotografia                       |
| 2007 | Foster Child                                              |                                                           | Sí              |                 |                 |                          |                                                    |
| 2007 | Tirador                                                   | Tirador                                                   | Sí              |                 |                 |                          | També director de fotografia                       |
| 2008 | Serbis                                                    | Serbis                                                    | Sí              |                 |                 |                          |                                                    |
| 2009 | Kinatay                                                   | Kinatay                                                   | Sí              |                 |                 | Sí                       |                                                    |
| 2009 | Lola                                                      | Lola                                                      | Sí              |                 |                 | Sí                       |                                                    |
| 2012 | Captive                                                   |                                                           | Sí              | Sí              | Sí              |                          |                                                    |
| 2012 | Thy Womb                                                  | Sinapupunan                                               | Sí              | Sí              |                 | Sí                       |                                                    |
| 2013 | Sapi                                                      | Sapi                                                      | Sí              | Executiu        |                 | Sí                       | També director de fotografia                       |
| 2015 | Taklub                                                    | Taklub                                                    | Sí              |                 |                 | Sí                       |                                                    |
| 2016 | Ma' Rosa                                                  | Ma' Rosa                                                  | Sí              |                 |                 |                          |                                                    |
| 2016 | Asian Three-Fold Mirror 2016: Reflections                 | Asia sanmenkyô                                            | Sí              |                 |                 |                          | Segment: "Shinauma"                                |
| 2018 | Alpha: The Right to Kill                                  |                                                           | Sí              | Executiu        |                 | Sí                       |                                                    |
| 2018 | Journey                                                   | Lakbayan                                                  | Sí              | Sí              |                 |                          | Co-director amb Lav Diaz                           |
| 2018 | Amo (minisèrie)                                           |                                                           | Sí              |                 |                 |                          | Minisèrie, distribuïda per Netflix (internacional) |
| 2019 | Mindanao                                                  | Mindanao                                                  | Sí              | Sí              | Història        | Sí                       |                                                    |
| 2019 | Verdict                                                   |                                                           |                 | Executiu        |                 |                          |                                                    |
| 2021 | Gensan Punch                                              |                                                           | Sí              | Executiu        |                 |                          |                                                    |
| 2022 | Apag                                                      |                                                           | Sí              |                 |                 |                          |                                                    |
| 2024 | Pula                                                      | Pola                                                      | Sí              | Executiu        | Història        | No                       | Estrenada a Netflix                                |

## Premis i nominacions
Mendoza és el primer cineasta filipí a rebre el Premi al millor director per la seva pel·lícula Kinatay al 62è Festival Internacional de Cinema de Canes. La seva pel·lícula de 2009 Lola va guanyar el premi a la millor pel·lícula al 6è Fesetival Internacional de Cinema de Dubai .
La pel·lícula de Mendoza de 2012 Captive es va projectar en competició al 62è Festival Internacional de Cinema de Berlín el febrer de 2012. La seva pel·lícula de 2012 Sinapupunan va competir pel Lleó d'Or a la 69a Mostra Internacional de Cinema de Venècia i va atorgar a Mendoza el premi a l'èxit en la direcció als Asia Pacific Screen Awards el 2012.
La pel·lícula de Mendoza Taklub va ser seleccionada per ser projectada a la secció Un Certain Regard al 68è Festival Internacional de Cinema de Canes.
Mendoza és una de les poques persones i és l'únic cineasta filipí que ha estat nominat als tres grans premis d’"Els Tres Grans" ([[[Festival Internacional de Cinema de Canes|Canes]], Berlín, [[[Festival Internacional de Cinema de Venècia|Venècia]]).
| Any  | Pel·lícula   | Festival                                                     | Categoria                   | Resultat  | Refs.         |
| ---- | ------------ | ------------------------------------------------------------ | --------------------------- | --------- | ------------- |
| 1987 | Salamangkero | 3rd PMPC Star Awards for Movies                              | Millor disseny de producció | Guanyador | [ 15 ]        |
| 1987 | Private Show | 5th Film Academy of the Philippines Awards                   | Millor disseny de producció | Nominat   | [ 16 ] [ 17 ] |
| 1987 | Takaw Tukso  | 11ns Gawad Urian Awards                                      | Millor disseny de producció | Guanyador | [ 18 ]        |
| 1987 | Private Show | 11ns Gawad Urian Awards                                      | Millor disseny de producció | Nominat   | [ 19 ]        |
| 2008 | Serbis       | 61è Festival Internacional de Cinema de Canes                | Palma d'Or                  | Nominat   | [ 20 ]        |
| 2009 | Kinatay      | 62è Festival Internacional de Cinema de Canes                | Palma d'Or                  | Nominat   | [ 21 ]        |
| 2009 | Kinatay      | 62è Festival Internacional de Cinema de Canes                | Premi al millor director    | Guanyador | [ 21 ]        |
| 2009 | Kinatay      | XLII Festival Internacional de Cinema Fantàstic de Catalunya | Premi a la millor direcció  | Guanyador | [ 22 ]        |
| 2009 | Lola         | 66a Mostra Internacional de Cinema de Venècia                | Lleó d'or                   | Nominat   | [ 23 ]        |
| 2012 | Captive      | 62è Festival Internacional de Cinema de Berlín               | Ós d'Or                     | Nominat   | [ 24 ]        |
| 2012 | Sinapupunan  | 69a Mostra Internacional de Cinema de Venècia                | Lleó d'or                   | Nominat   | [ 25 ]        |
| 2016 | Ma' Rosa     | 69è Festival Internacional de Cinema de Canes                | Palma d'Or                  | Nominat   | [ 26 ]        |
| 2021 | Gensan Punch | 26è Festival Internacional de Cinema de Busan                | Premi Kim Jiseok            | Guanyador | [ 27 ]        |